# Paraboot
Paraboot est une marque commerciale, propriété de l'entreprise française Richard Pontvert  qui fabrique et commercialise des chaussures cousues.

## Historique
En 1908, Rémy-Alexis Richard, fils de paysan, quitte l'usine de souliers dans laquelle il travaille, en Isère, pour tenter sa chance en tant que revendeur à Paris. Après avoir vendu sous le nom de Chaussures Extras, il dépose le nom Paraboot en 1927.
L'entreprise grossit rapidement : Julien, le fils du fondateur qui a pris les commandes, diversifie la production avec plusieurs gammes de chaussures, mais aussi des patins à glace. L'entreprise commence à rencontrer des difficultés financières au début des années 1970. Michel, petit-fils de Rémy-Alexis Richard, tente de redresser les comptes de l'entreprise, sans succès : après un dépôt de bilan en 1983, l'entreprise frôle de peu la faillite, puis réussit à se relancer. L'ouverture de boutiques Paraboot commence en 1988 et se poursuit rapidement. Le premier magasin à l'étranger ouvre en Belgique en 1994.
En 2017, une nouvelle usine est construite. L'activité est de nouveau en hausse. L'entreprise, qui communique sur Instagram, veut notamment séduire les jeunes qui ne se chaussaient que des sneakers et qui ont commencé à se convertir aux chaussures en cuir par exemple via la marque  Dr. Martens,.

## Production
Historiquement, Paraboot disposait de deux usines dans la vallée de l'Isère, à Izeaux et à Fures. La fabrication a été regroupée en janvier 2017 sur un nouveau site de plus de 11 000 m2, situé à Saint-Jean-de-Moirans, permettant à l'entreprise de moderniser son outil de production. Ainsi, près de 100 employés fabriquent 200 000 paires de chaussures par an.

## Chiffres clés
La société Capuce exploite les boutiques (30, fin 2018) et emploie 63 personnes (2016/2017).
L'entreprise, réalise près de 50 % de son chiffre d'affaires à l'export (Asie et Europe principalement),.